# Соломатина, Зинаида Фёдоровна
Зинаи́да Фёдоровна Солома́тина  (23 сентября 1921, Сухиничи, Калужская губерния — 24 апреля 1974) — советская лётчица, Герой Социалистического Труда. 

## Биография
До войны занималась пилотированием в Осоавиахиме. В годы Великой Отечественной войны (с августа 1942 года) была в составе Красной Армии. С февраля 1943 года — в действующих частях авиации противовоздушной обороны.  Проходила службу в должности лётчика 586-го истребительного авиационного полка. Совершила 96 боевых вылетов на самолёте «Як» на прикрытие охраняемых объектов, передвижения войск, на сопровождение особо важных рейсов Ли-2. Провела несколько боёв с самолётами противника в небе Сталинграда и Украины. За отличное выполнение боевых заданий имела ряд благодарностей, награждена орденом Отечественной войны II степени.
После демобилизации из армии Соломатина перешла на работу в гражданскую авиацию. Сначала на лёгких самолётах перевозила больных, доставляла консервированную кровь и медикаменты. Затем, окончив Школу высшей лётной подготовки в Ульяновске, стала водить тяжёлые двухмоторные воздушные корабли. За самоотверженный труд Соломатина в 1960 году была удостоена звания Героя Социалистического Труда.

## Награды
- Герой Социалистического Труда (1960)
- Орден Ленина (1960)
- Орден Отечественной войны II степени (1944)